# 克萊因 (蒙大拿州)
克萊因（英語：Klein）是位於美國蒙大拿州馬瑟爾謝爾縣的普查規定居民點。

## 歷史
克萊因的郵局於1909年設立，其後於1957年停運。

## 人口
根據2020年美國人口普查的數據，克萊因的面積為33.28平方千米，皆為陸地。當地共有人口163人，而人口密度為每平方千米4.9人。